# Vogelpark Avifauna
Vogelpark Avifauna is een dierentuin in Alphen aan den Rijn met de nadruk op vogels. De naam avifauna refereert aan het deel van het dierenrijk (fauna) dat bestaat uit vogels (Aves in het Latijn). Het was het eerste vogelpark ter wereld. In 2003 verkreeg het park een dierentuinvergunning. Meerdere keren per dag worden in het park demonstraties met afgerichte roofvogels gegeven.
Het park is sterk begroeid, heeft vijvers, een restaurant, en een speeltuin met de hoogste glijtoren van Nederland. Het was lang eigendom van het  Van der Valk-concern maar is sinds begin 2012 een stichting. Stichting Vogelpark Avifauna noemt zich een instelling voor vogel- en natuurbescherming en heeft een anbi-status. Vanaf het park kunnen boottochten gemaakt worden.

## Geschiedenis

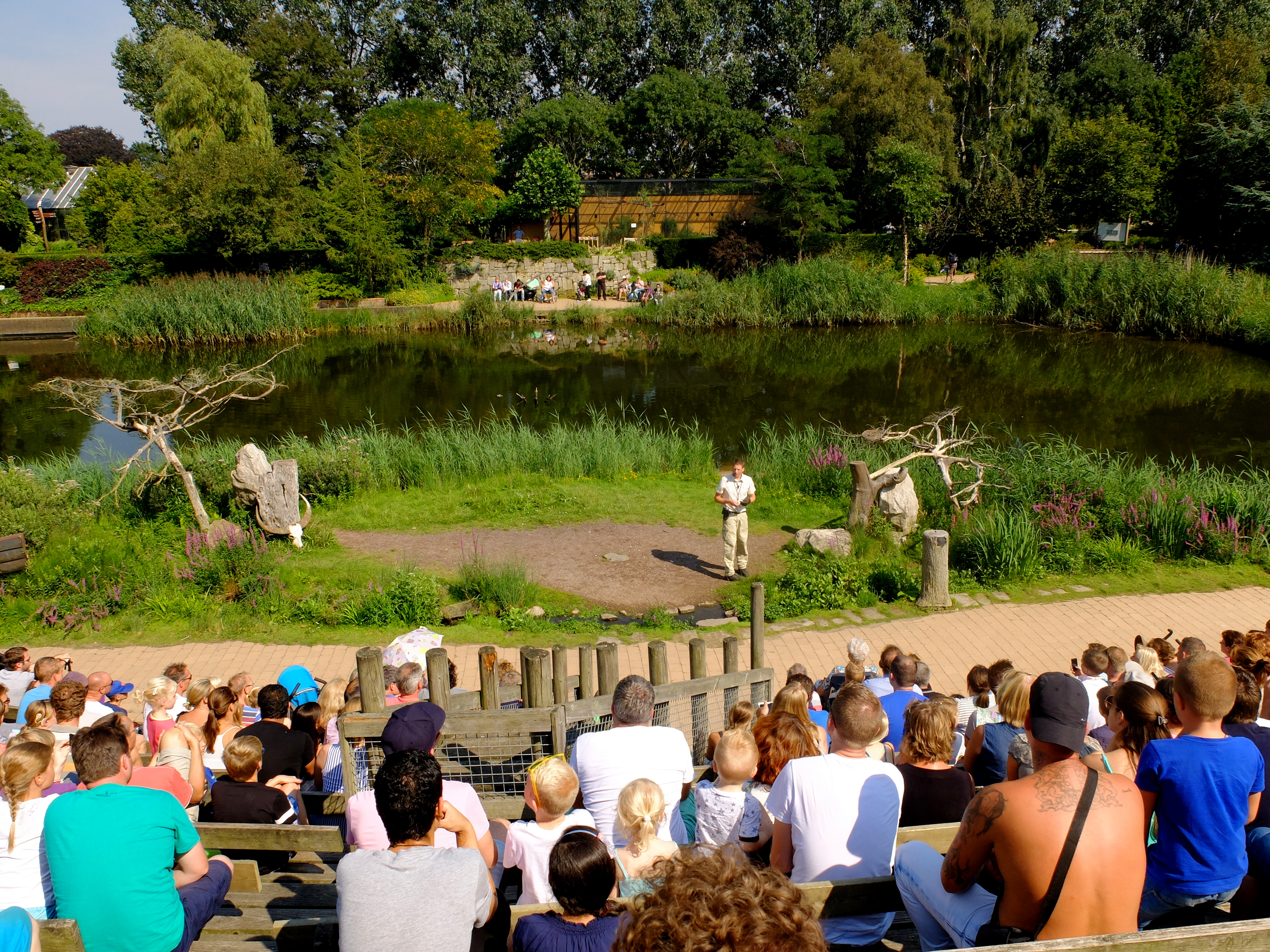
Vogeldemonstratie, 2015

In augustus 1949 verzocht de burgemeester van Alphen aan den Rijn G. van den Brink, de eigenaar van landgoed Ten Rhijn, eenmalig zijn privécollectie exotische vogels in het park achter zijn huis te tonen aan nieuwsgierige dorpsgenoten. Dit was een succes en Van den Brink besloot een vogelpark op te richten. Nog geen jaar later, in 1950, werd het eerste vogelpark ter wereld geopend. Op de aankondigingsposters prijkte een toekan. Toen Martien van der Valk enkele jaren later het vogelpark overnam besloot hij de toekan als beeldmerk te behouden. Niet alleen voor het vogelpark maar voor zijn gehele bedrijf.
Het restaurant is gevestigd in het voormalig woonhuis van de familie Van den Brink. Er zijn nog enkele karakteristieke delen van het oorspronkelijke park intact, zoals de bomenrij bij de entree en de vijver naast het parkrestaurant. Van een oude kastanjeboom werd een kunstwerk gemaakt.
In 2005 kwamen bij een brand ca. 21 vogels om het leven. Stallen en een aangrenzend woonhuis werden volledig verwoest. In 2008 werd er een nieuwe tribune voor de vogeldemonstraties gebouwd. Er kwam een groep Cubaanse flamingo's. In 2013 werd Avifauna afgestoten door het Van der Valk-concern. Het is sindsdien een stichting zonder winstoogmerk. Sinds 2014 worden er in het park ook drie soorten halfapen in gevangenschap gehouden. In 2015 kwamen er rode panda's. Sinds 2016 herbergt de dierentuin ook ringstaartmaki's en wilde cavia's.
In 2018, werd er een kiwi geboren in het park. Het was voor Nederland een primeur. Avifauna is een van de weinige dierentuinen met kiwi's in de collectie. In 2020 werd een nieuwe kooi gebouwd voor Stellers zeearenden en kwam er een Zuid-Amerikaanse pampa met vicuña’s, zwarthalszwanen, nandoes en kuifhoenderkoeten. De flamingo’s moesten verdwijnen. In 2024 werd een verblijf voor stokstaartjes gebouwd.

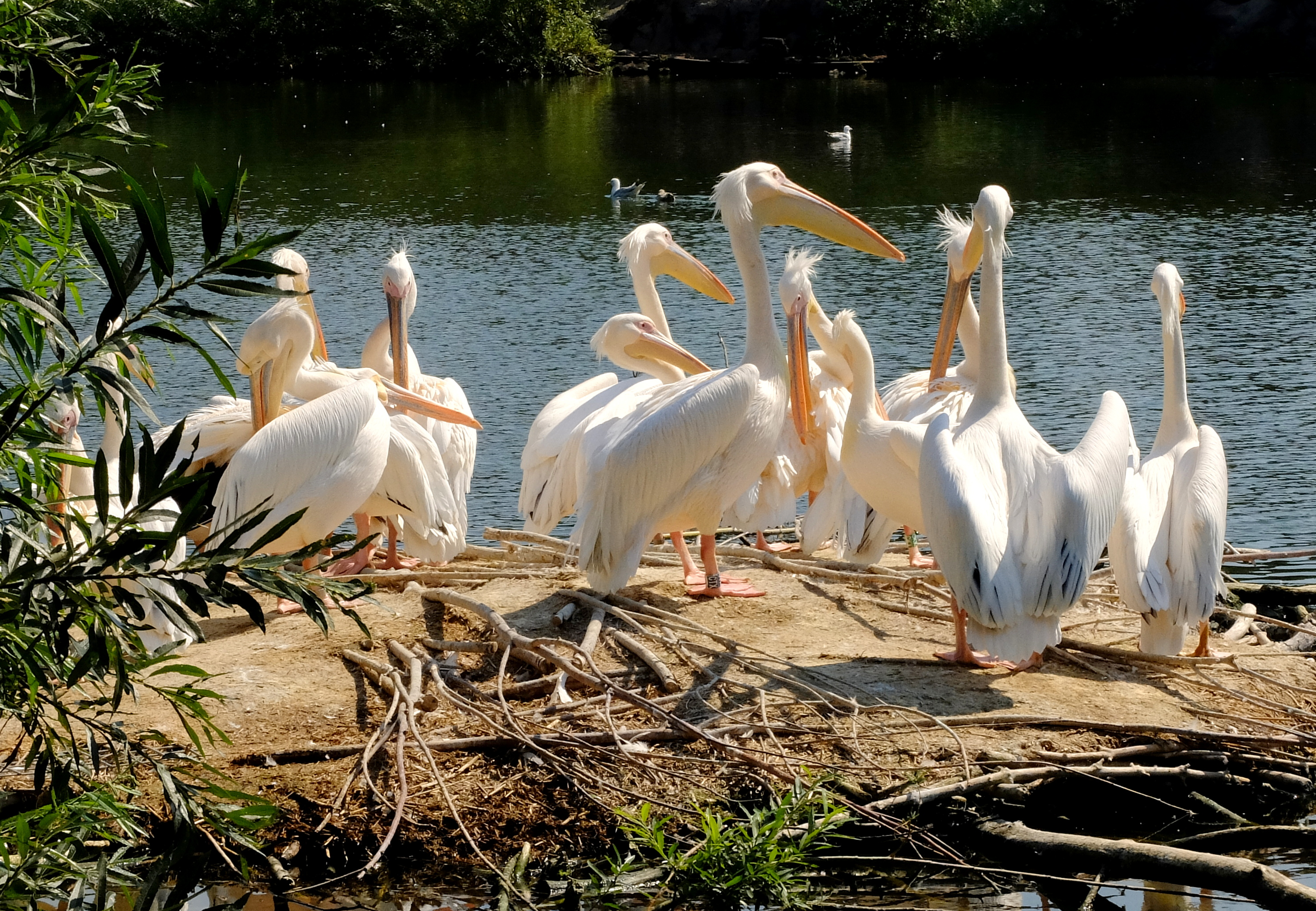
Pelikanen

## Fokprogramma's
Het park neemt deel aan meerdere internationale fokprogramma's en coördineert en beheert de EEP-stamboeken voor de witkopgier en de dubbelhoornige neushoornvogel en het ESB-stamboek voor de helmkasuaris.

## Bron
Enkele gedeeltes van de tekst op deze pagina of een eerdere versie daarvan zijn met toestemming overgenomen vanaf de website van Avifauna.